# Tronchoy
Tronchoy is een gemeente in het Franse departement Yonne (regio Bourgogne-Franche-Comté) en telt 157 inwoners (1999). De plaats maakt deel uit van het arrondissement Avallon.

## Geografie
De oppervlakte van Tronchoy bedraagt 6,5 km², de bevolkingsdichtheid is 24,2 inwoners per km².
De onderstaande kaart toont de ligging van Tronchoy met de belangrijkste infrastructuur en aangrenzende gemeenten.

## Demografie
Onderstaande figuur toont het verloop van het inwonertal (bron: INSEE-tellingen).